# Megacarpaea
Megacarpaea là chi thực vật có hoa trong họ Cải.